# Ulugbek Ruzimov
Ulugbek Ruzimov (Taskent, RSS de Uzbekistán; 15 de agosto de 1968-Taskent, Uzbekistán; 8 de mayo de 2017) fue un futbolista de Uzbekistán que jugó en la posición de defensa.

## Carrera

### Club
| Periodo   | Club               |
| --------- | ------------------ |
| 1985-1986 | Xonqi Xonqa        |
| 1989      | Pakhtakor Tashkent |
| 1989      | Xorazm FK Urganch  |
| 1990      | Pakhtakor Tashkent |
| 1991      | Umid Toshkent      |
| 1992-1993 | Navbahor Namangan  |
| 1994–1997 | Pakhtakor Tashkent |
| 1997-1998 | Xorazm FK Urganch  |
| 1999-2001 | Metalourg Bekabad  |

### Selección nacional
Jugó para Uzbekistán en 23 ocasiones de 1992 a 1996 y anotó dos goles; ganó la medalla de oro en los Juegos Asiáticos de 1994 y participó en la Copa Asiática 1996.

## Logros
- Copa Asiática: 1

1994